# Египетско-мексиканские отношения
Египетско-мексиканские отношения — двусторонние дипломатические отношения между Египтом и Мексикой.

## История
В 1905 году Мексика открыла консульство в портовом городе Александрия для оказания содействия экипажам мексиканских судов, которые остановились в городе до или после путешествия через Суэцкий канал. В 1922 году Египет получил независимость от Соединённого Королевства. 31 марта 1958 года были установлены дипломатические отношения между Египтом и Мексикой. В 1960 году обе страны открыли посольства в столицах. С тех пор отношения между странами основываются на взаимном уважении, они сотрудничают по международным вопросам в Организации Объединённых Наций. В 1975 году президент Мексики Луис Эчеверриа с официальным визитом посетил Египет, а в 1981 году президент Хосе Лопес Портильо также посетил эту страну. Обе страны регулярно проводят культурные выставки в столицах друг друга, существует Египетско-мексиканская ассоциация египтологии. В 2008 году обе страны отметили 50 лет со дня установления дипломатических отношений.
14 сентября 2015 года сотрудники египетских спецслужб по ошибке убили 12 человек, среди которых по крайней мере было два мексиканских туриста. Президент Мексики осудил данный инцидент и призвал произвести всестороннее расследование случившегося.

## Торговля
В 2014 году двусторонняя торговля между Египтом и Мексикой составила сумму в 95 миллионов долларов США. Экспорт Мексики в Египет: газовые и нефтяные трубы, металлические цилиндры, семена кунжута и алкоголь (текила). Египетский экспорт в Мексику: мочевина, автомобильные запчасти, хлопок и текстиль. Египет является третьим крупнейшим торговым партнёром Мексики в Африке. Cemex, одна из крупнейших компаний в Мексике, является крупным инвестором в египетскую экономику.